# روشيا دي سيكاش
روشيا دي سيكاش هي قرية تقع في إقليم ألبا في رومانيا.

## السكان
حسب إحصائيات 2002 بلغ عدد سكان القرية 1,696 نسمة.